# Linia kolejowa Braunschweig – Wieren
Linia kolejowa Braunschweig – Wieren – niezelektryfikowana, jednotorowa linia kolejowa w kraju związkowym Dolna Saksonia, w Niemczech. Linia łączy Brunszwik i biegnie przez Gifhorn, Wittingen do Wieren.